# التدريب (الرياضي)

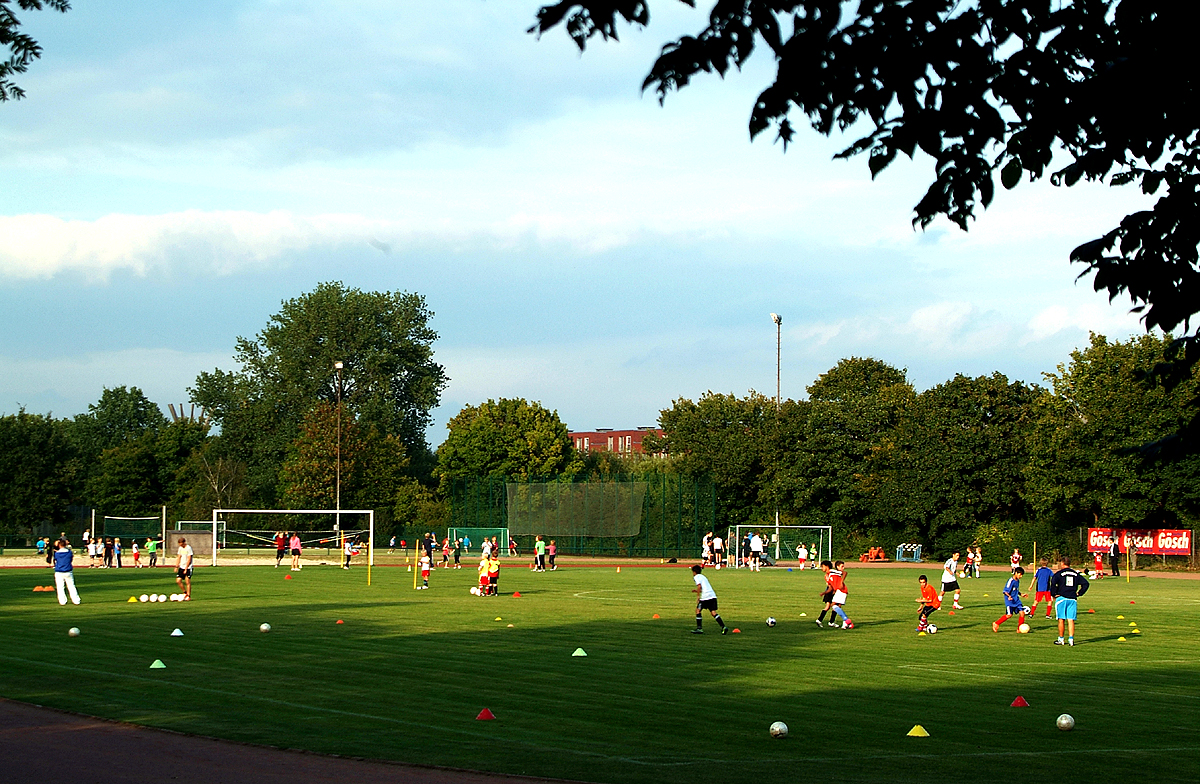
تدريب كرة القدم

في مجال الرياضة، التدريب هو ممارسة التمارين الرياضية بشكل منتظم بهدف تحسين الأداء أو الحفاظ على الأداء الرياضي على أساس عمليات النمو.  يختلف التدريب في الرياضات التنافسية بشكل كبير عن التدريب في الرياضات الترفيهية .

## الرياضات التنافسية والرياضات الترفيهية
في الرياضات التنافسية، يتم تصميم التدريب بما يتناسب مع الرياضة وبشكل فردي مع الرياضي . إنه تدخل معقد ومخطط على مستوى الأداء، وعادة ما يكون تحت إشراف المدربين وبهدف التمكن من تقديم أفضل أداء ممكن في مواقف الاختبار. المكونات الأساسية للتدريب في الرياضات التنافسية هي أنواع مختلفة من تدريب التكييف والتدريب الفني الرياضي المحدد لتحسين التنسيق العضلي.
في الرياضات التنافسية، يعد التدريب عملية معقدة لأن العديد من الخصائص المرتبطة بالأداء الرياضي يجب أن تتأثر بشكل منهجي من خلال التخطيط الطويل الأمد. يجب التخطيط لمحتوى التدريب، وأساليب التدريب، وهيكل التدريب، وتنظيم التدريب على مدى فترة زمنية أطول. ويتضمن ذلك، على سبيل المثال، تحديد الأهداف الفرعية، وفحوصات الأداء المتمايزة، ومقارنة نتائج علوم التدريب مع نتائج التدريب المقابلة. وبالإعتماد على هدف التدريب، يجب زيادة مستوى أداء الرياضي أو الحفاظ عليه من خلال التدريب أو حتى تقليله (عند التوقف عن التدريب).
في الرياضات الشعبية، يتركز التركيز على تحسين أو الحفاظ على الأداء البدني العام ( اللياقة البدنية ). في هذا المجال، عادة ما يكون التدريب الرياضي مرادفًا للتدريب على اللياقة البدنية . تهدف الرياضات الترفيهية في المقام الأول إلى تجنب العزوف عن تمارين رياضية، ومنع المشاكل الصحية والاستمتاع بالنشاط البدني. علاوة على ذلك ، يكون ذلك مناسبًا أيضًا في التواصل الاجتماعي عند التدريب في مجموعات.
هناك حدود غير واضحة بين النوعين. حتى في الرياضات الشعبية، يتم ممارسة أنواع مختلفة من الرياضات مع التدريب المخصص لكل رياضة. يعمل الرياضيون الهواة الطموحون بشكل مشابه للرياضيين المتميزين من خلال خطط تدريب متطورة ويحاولون تحسين أدائهم بشكل منهجي؛ حتى أن بعضهم يشارك في المسابقات.

## أنواع التدريب (اختيارات)

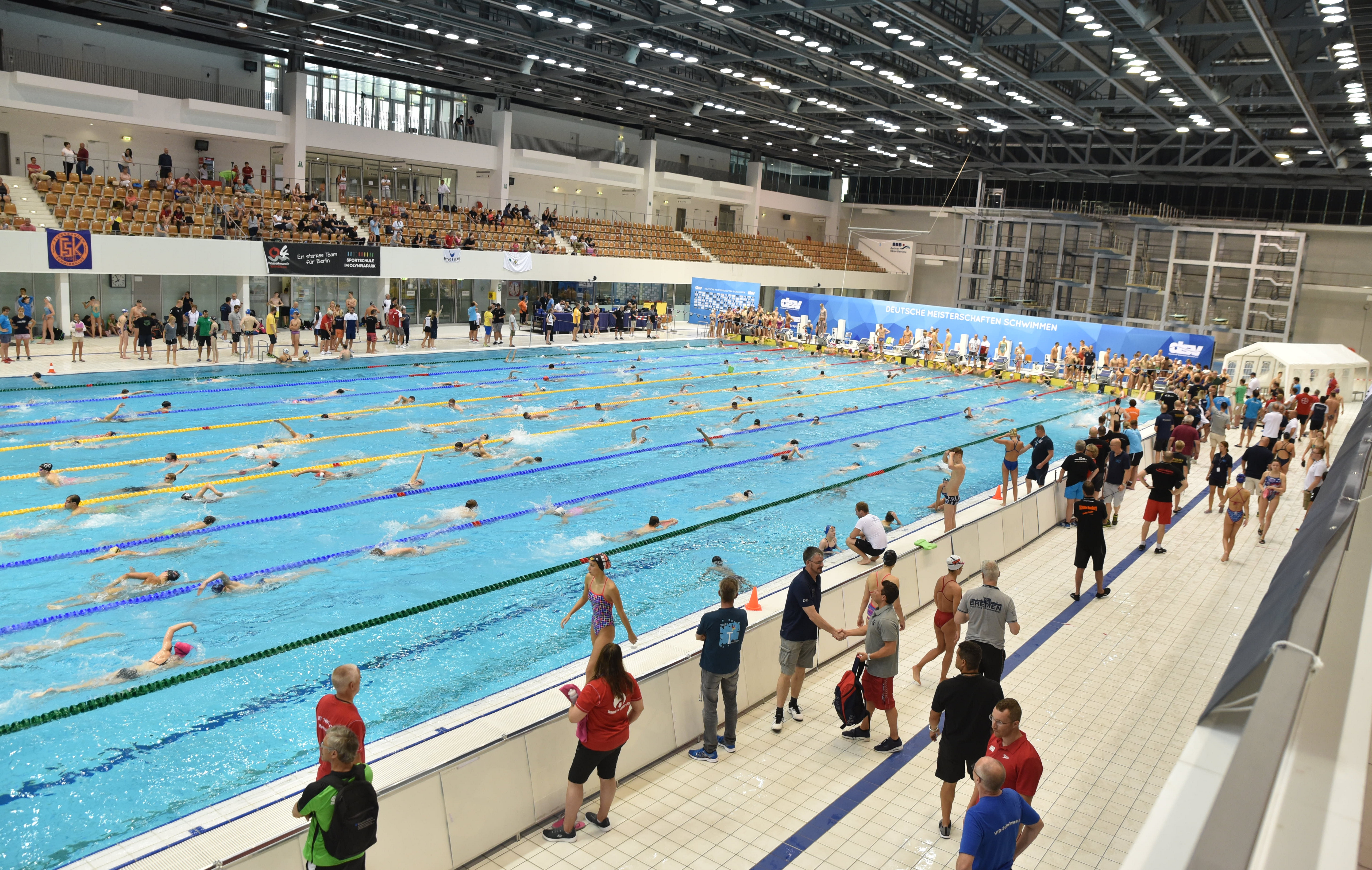
تدريب السباحة

- ألعاب القوى العامة - على سبيل المثال، في الرياضات التي تتطلب التحمل لتحسين القدرة على الحركة العامة وتحسين القوام الجسمي
- تدريب التحمل – يهدف إلى القدرة على الحفاظ على الأداء بمستوى عالٍ لفترة زمنية أطول من خلال توفير التمثيل الغذائي وتحسين التمثيل الغذائي والجهاز القلبي الوعائي. الاختيارات :
  - تدريب التحمل الأساسي
  - تدريب القوة والتحمل
  - تدريبات التحمل مع السرعة
- التدريب المتقطع
- تدريب التنسيق العضلي
- تدريب تضخم العضلات – يزيد من سمك ألياف العضلات ويستخدم في كمال الأجسام.
- تدريب القوة - يقوي قوة العضلات، عادةً باستخدام الأوزان وأجهزة القوة.
- تدريب القوة المتفجرة
- تدريب المرونة
- التدريب التفاضلي - تحسين الأخطاء الحركية
- التدريب المتقطع - مزيج من تدريب التحمل وتدريب القوة السريعة
- التدريب عالي الكثافة - جلسات تدريبية قصيرة وشديدة
- التوقف عن التدريب - في الرياضيين التنافسيين، العودة المخططة لأداء على مستوى أقل، على سبيل المثال في نهاية الموسم

## كيفية العمل
يؤدي التحميل (محفز التدريب) إلى اختلال بسيط في التوازن الكيميائي الحيوي في الكائن الحي ( اضطراب التوازن الداخلي ). ولكي يكون الجسم مستعدًا بشكل أفضل لمجهودات مستقبلية من نفس النوع، فإنه يتفاعل بالتكيف مما يؤدي إلى مستوى أعلى في الوظيفة. ومن الأمثلة على ذلك التعويض الفائق لمخزون الجليكوجين في العضلات المجهدة بعد ممارسة التمارين الرياضية التي تتطلب التحمل والمجهود .
من أجل التحكم في التدريب بشكل صحيح، أي توفير محفزات إجهاد كافية للتكيف دون زيادة تحميل الكائن الحي، فمن الضروري أن يكون لدينا معرفة دقيقة بمقادير إجهاد وحدات التدريب الفردية أو مجموعها. يتم تحديد الحمل التدريبي من خلال ما يسمى بمعايير الحمل.

## التقسيم الدوري الزمني والتقسيم الدائري
في تقسيم التدريب الرياضي على فترات، يتم تقسيم بعض أقسام التدريب (دورات الفترة) ، والتي تتكرر في شكل محتواها طوال العام التدريبي، إلى فترات إعداد ، وفترات منافسة ، وفترات انتقالية . غالبًا ما يتم تقسيم فترات التحضير والمنافسة والانتقال على مراحل. فإن التقسيم الدوري الزمني يجعل من الممكن التخطيط للإطار الخاص بتطوير الأداء في التدريب الرياضي. من أجل جعل التحولات أكثر سلاسة، تم إنشاء نظام تدريب الكتلة ، والذي يشار إليه عادة في هذا السياق بتدريب الكتلة الدوري .
عند ممارسة التدريب الرياضي على شكل دورات، يتم تقسيمه إلى ما يسمى بالدورات الكبرى . تنقسم الدورة الكبرى (التي غالبًا ما تستمر نصف عام) إلى عدة دورات متوسطة ويمكن أن تتكرر من حيث المحتوى وتقدم الضغوط والتحميل.
تتكون الدورة المتوسطة من عدة دورات صغيرة ولها وظائف مختلفة (على سبيل المثال:  تحسين الأداء النوعي) لتطوير الأداء في الدورة الكبرى ، وتكرر نفسها مع مهامها في عملية التدريب. تتوافق الدورة المتوسطة مع دورة تناول المنشطات الابتنائية .
الدورة التدريبية الصغيرة هي أقصر دورة تدريبية، وعادة ما تؤدى على فترات مدتها أسبوع واحد وتتكرر في عملية التدريب. يمكن أيضًا القيام بذلك فورًا بعد المرة الأولى.

## اقرأ أيضا
- ردود الفعل (رياضة)
- ألعاب صغيرة
- تدريب التكيف
- النشاط البدني

## روابط الويب
- بوابة الصحة للاتحاد الأوروبي، الرياضة والترفيه